# NGC 133
NGC 133 је расејано звездано јато у сазвежђу Касиопеја које се налази на NGC листи објеката дубоког неба.
Деклинација објекта је + 63° 21' 6" а ректасцензија 0h 31m 18,0s. Привидна величина (магнитуда) објекта NGC 133 износи 9,4. NGC 133 је још познат и под ознакама OCL 296.